# Gonystylus pendulus
Gonystylus pendulus là một loài thực vật thuộc họ Thymelaeaceae. Đây là loài đặc hữu của Malaysia.